# Magomedkhan Magomedov
Magomedkhan Magomedovich Magomedov (em azeri: Maqomedxan Maqomedoviç Maqomedov, em russo: Магомедхан Магомедович Магомедов; 27 de janeiro de 1998) é um lutador de estilo-livre azeri.

## Carreira
Magomedov ganhou uma das medalhas de bronze no Campeonato Mundial de Luta Livre de 2022 em Belgrado. O campeão mundial júnior de 2018, Magomedov foi o vencedor do Golden Grand Prix Ivan Yarygin em 2021 e o medalhista de prata em 2020. Ele também conseguiu a medalha de prata no campeonato europeu de luta livre de 2024 em Bucareste 2024.
Ele ganhou uma das medalhas de bronze na categoria masculina de 97 kg nas Olimpíadas de Verão de 2024 em Paris, França.